# Contiki Tours
Contiki Tours è un'azienda specializzata in viaggi organizzati che opera in Europa, Russia, Egitto, Australia, Nuova Zelanda, Nord e Sud America e Asia. la società nacque nel 1962 per creare viaggi di gruppo organizzati per ragazzi tra i 18 e i 35 anni che prevedevano un misto di visione della città, tempo libero, cultura, socializzazione e avventura. Nel 1961 il neozelandese John Anderson arrivò a Londra per esplorare l'Europa da solo e senza molto denaro, mise a punto un piano per non viaggiare da solo, trovando altre persone ed un bus per viaggiare. Ripeté la cosa gli anni successivi fino a che non divenne un'attività imprenditoriale. Il nome Contiki viene da "Con" per Continente e "Tiki" parola maori per buona fortuna. Secondo TourRadar, un sito specializzato in viaggi, Contiki offre 331 diversi viaggi in 58 paesi.